# Стефано Гауденці
Стефано Гауденці (італ. Stefano Gaudenzi; нар. 27 вересня 1941) — колишній італійський тенісист.

## Досягнення
| Рік  | Змагання               | Місце        | Турнір        | Медаль | Нотатки |
| ---- | ---------------------- | ------------ | ------------- | ------ | ------- |
| 1961 | Літня універсіада 1961 | Софія        | Парний розряд | 3-тє   | [ 1 ]   |
| 1963 | Літня універсіада 1963 | Порту-Алегрі | Парний розряд | 3-тє   | [ 2 ]   |
| 1967 | Літня універсіада 1967 | Токіо        | Парний розряд | 3-тє   | [ 2 ]   |